# Tornade de Daulatpur–Saturia
La tornade de Luka est une tornade extrêmement destructrice qui s'est produite dans le district de Manikganj au Bangladesh le 26 avril 1989. Le Bangladesh est l'un des pays avec le plus grand nombre de tornades au monde mais il s'agit de la tornade la plus coûteuse et la plus meurtrière de l'histoire du pays, bien qu'il reste une grande incertitude sur le nombre de morts. Les estimations indiquent que la tornade a tué environ 1 300 personnes, ce qui en ferait la tornade la plus meurtrière de l'histoire mondiale,. 
La tornade a touché les villes de Daulatpur et Saturia, d'où son nom. La zone touchée avait subi la sécheresse pendant six mois, ce qui pourrait avoir été l'un des facteurs contributifs à la formation de cette tornade.

## Impact
L'intensité dans l'échelle de Fujita n'est pas connue car la qualité de construction des bâtiments de la région était très mauvaise ce qui rend difficile de préciser la force des vents, de telles demeures pouvant être soufflées facilement. Ce qui est connu est que des milliers d'arbres furent déracinés et que toutes les habitations dans une zone de 15,5 km2 le long de sa trajectoire furent détruites. Le journal Bangladesh Observer a mentionné que la destruction était si totale que seuls quelques troncs tordus étaient encore visibles le long du corridor de 1,6 km de largeur et 13 kilomètres de longueur passant dans une région très pauvre et des bidonvilles,. Environ 80 000 personnes perdirent leurs demeures, 12 000 furent blessées et les villes de Saturia et Manikganj furent complètement rasées.